# Zdzieszowice (stacja kolejowa)
Zdzieszowice – stacja kolejowa w Zdzieszowicach, w województwie opolskim, w Polsce. Według klasyfikacji PKP ma kategorię dworca lokalnego.
W maju 1846 r., na wniosek leśnickiego magistratu, dyrekcja kolei wybudowała drewnianą poczekalnię w Zdzieszowicach. Dwa lata później, ze względu na niewielką liczbę pasażerów stację zdemontowano. W roku 1860, została w tym miejscu wybudowana, nowoczesna, jak na owe czasy, stacja kolejowa „Bahnhof Leschnitz”. Forma architektoniczna stacji nie uległa zmianie do dziś.

## Ruch pasażerski
| Rok   | Wymiana pasażerska na dobę |
| ----- | -------------------------- |
| 2018. | 1000-1500                  |
| 2022  | 1000-1500                  |
| 2023  | 1 200                      |